# Contea di Qinyuan
La contea di Qinyuan (沁源县S, Qìnyuán XiànP) è una contea della Cina, situata nella provincia dello Shanxi e amministrata dalla prefettura di Changzhi.